# Matt Bors
Matt Bors (né le 29 janvier 1983 à Canton) est un dessinateur de presse et auteur de bande dessinée américain.

## Biographie
Matt Bors fait ses armes dans le journal étudiant de l'Art Institute of Pittsburgh (en), où il fait ses études. En 2006, il est engagé par le diffuseur de contenu Universal Press Syndicate, devenant le plus jeune artiste syndiqué des États-Unis. En 2010, il publie en collaboration avec David Axe War is Boring, son premier album de bande dessinée. Il reçoit en 2012 le prix Herblock pour ses dessins de presse publiés sur MattBors.com et CartoonMovement.com.

## Prix
- 2012 : prix Herblock pour ses dessins publiés sur MattBors.com et CartoonMovement.com
- 2019 : prix Ignatz de la meilleure série pour The Nib
- 2020 : prix Harvey du livre numérique de l'année pour The Nib[1]
- 2023 : Prix Eisner de la meilleure anthologie pour The Nib Magazine[2]

## Publication en français
- David Axe (scénario) et Matt Bors (dessin), War is boring - Correspondant de guerre, Steinkis, janvier 2019 (ISBN 978-2-368-46253-9).

### Documentation
- (en) Matt Bors et Ted Rall, « Conversation: Ted Rall & Matt Bors », The Comics Journal, Fantagraphics Books, no 300,‎ novembre 2009, p. 180-199 (ISBN 978-1-60699-187-9, ISSN 0194-7869).